# Výpad

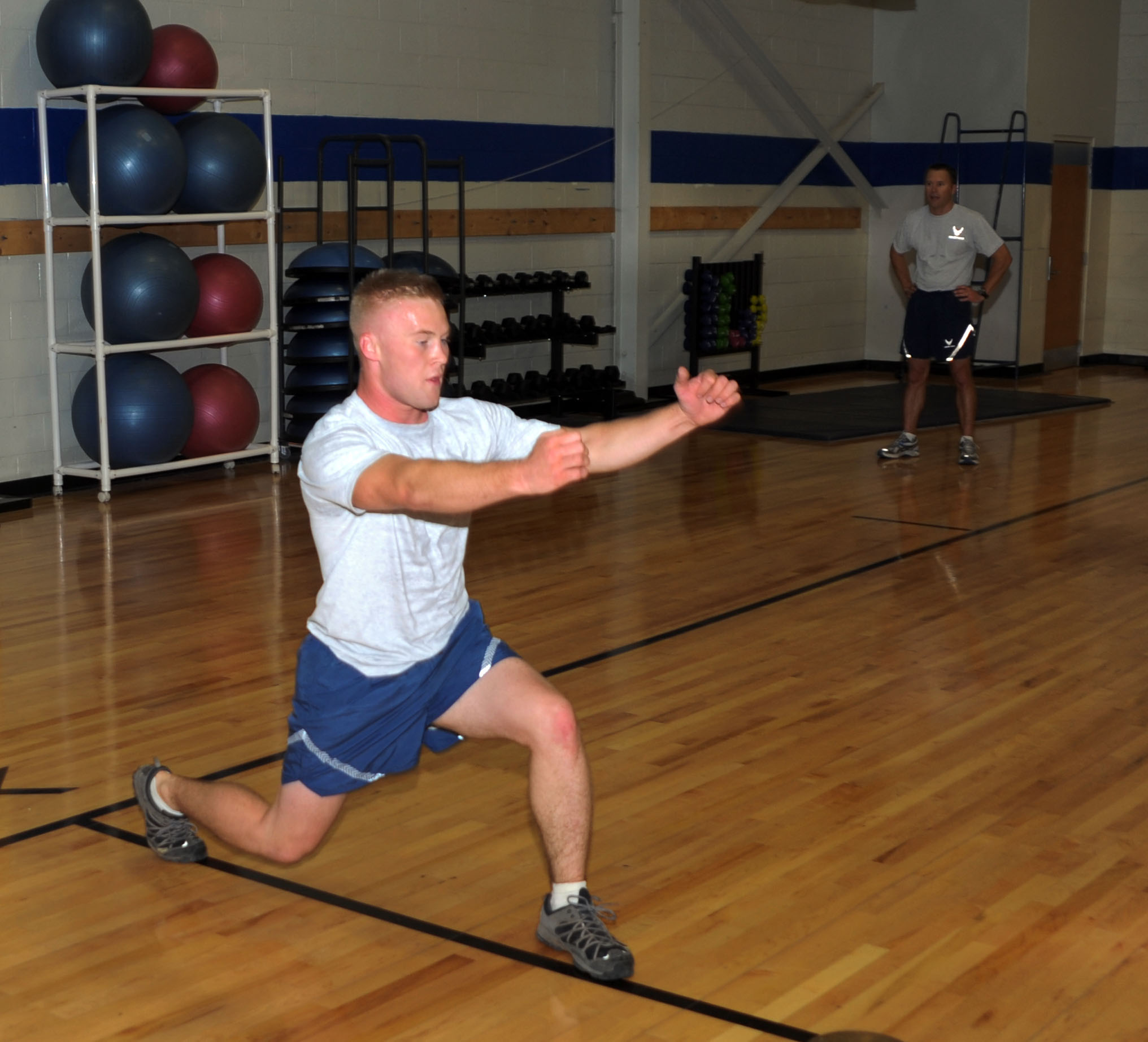
Výpad

Výpad je cvikem pro posilování kvadricepsů, hýžďového svalu a hamstringů. Popis správného provedení cviku se v průběhu času měnil. Výpady možno dělat dopředu, kdy se propínají přední a zadní strany stehen. Výpady dozadu zapojují hýždě. Záda by měla být přirozeně rovná, břišní svalstvo zpevněné, ve spodní pozici má být v kolenou pravý úhel, koleno přední nohy by nemělo přesahovat špičku nohy. V základní pozici se nepropínají nohy v kolenou a koleno se nedotýká země, pohyb kolena se zastavuje nad zemí. Při předním výpadu nesmí být přední noha propnutá